# Operational data store
Un operational data store (o "ODS") és una base de dades dissenyada per a integrar dades de múltiples fonts per a fer anàlisi i informes més fàcilment. Donat que les dades originen de múltiples fonts, la integració sovint implica netejar, resoldre redundàncies i comprovar les regles d'integritat de negoci. Un ODS sovint és dissenyat per a contenir dades de baix nivell o atòmiques (indivisibles) (com ara transaccions i preus) amb historial limitat que és capturat en "temps real" o "gairebé temps real", a diferència del que ocorre amb els molt superiors volums de dades guardats a Data warehouse generalment de forma menys freqüent.
Segons Bill Inmon, el creador del concepte, un ODS és "una col·lecció de dades orientades a tema, integrades, volàtils, actualitzades, només-en-detall per a suportar la necessitat d'una organització de tenir informació al-instant, operacional, integrada i col·lectiva".
ODS és, diferència de la definició de Inmon de Enterprise data warehouse (EDW), per tenir un historial limitat, i més freqüent actualització que un EDW. A la pràctica els ODS tendeixen a ser més reflectius de les estructures de dades per a accelerar la implementació d'aplicacions i oferir una representació més realista de les dades de producció.

## Publicacions
- Inmon, William H. Building the Operational Data Store, second Edition.  John Wiley & Sons, 1999. ISBN 047132888X.